# 휴게소 (2018년 영화)
"휴게소"는 2018년에 개봉한 대한민국의 영화이다.

## 캐스팅
- 재희 : 경수 역
- 정재은 : 지호 역
- 이루아 : 지연 역
- 김소율 : 살인마 1 역
- 주민준 : 살인마 2 역
- 양수빈 : 살인마 3 역
- 정희원 : 살인마 4 역
- 김민희 : 휴게소 손녀 역
- 김태환 : 건달두목 역
- 박준영 : 형사 역
- 정승원 : 기자 역
- 강일경 : 커플남 역
- 이수정 : 커플녀 역
- 김태훈 : 시장아들 역
- 정지연 : 일진 1 역
- 이진경 : 일진 2 역
- 최수락 : 건달 1 역
- 김준석 : 건달 2 역
- 이승훈 : 청년 역
- 우다원 : 여고생 역
- 김다니엘 : 변호사 역
- 김예은 : 고아원 원장 역
- 김이도 : 루시퍼 역
- 김정수 : 국회의원 역
- 곽동진 : 보좌관 역
- 오세진 : 인질 역
- 령연 : 술집 아가씨 역
- 김정남 : 휴게소 할아버지 역
- 이재순 : 휴게소 할머니 역
- 손성찬 : 언론사 사장 역
- 김윤홍 : 신부 역
- 이효빈 : 연변킬러 역
- 홍석연 : 연변킬러 역
- 박혜숙 : 마녀 역